# Grupo vulcânico
Um grupo vulcânico é um grupo de vulcões ou acidentes geográficos vulcânicos relacionados.
Alguns grupos vulcânicos são:
| Grupo vulcânico                       | Localização      |
| ------------------------------------- | ---------------- |
| Complexo vulcânico Akan               | Japão            |
| Grupo Antillanca                      | Chile            |
| Grupo Azuma                           | Japão            |
| Ilhas Banda                           | Indonésia        |
| Blake River Megacaldera Complex       | Canadá           |
| Borrowdale Volcanic Group             | Reino Unido      |
| Grupo Carmacks                        | Canadá           |
| Carrán-Los Venados                    | Chile            |
| Grupo vulcânico Cochiquito            | Argentina        |
| Grupo Coppermine River                | Canadá           |
| Grupo Dacht-i-Navar                   | Afeganistão      |
| Grupo vulcânico Daisetsuzan           | Japão            |
| Complexo Duluth                       | Estados Unidos   |
| Vulcões da Ilha Ellesmere             | Canadá           |
| Fueguino                              | Chile            |
| Ilhas Galápagos                       | Equador          |
| Grupo Gambier                         | Canadá           |
| Hakkōda Mountains                     | Japão            |
| Heard and McDonald Islands            | Austrália        |
| Montanhas Jemez                       | Estados Unidos   |
| Kaiserstuhl                           | Alemanha         |
| Grupo Karpinsky                       | Rússia           |
| Grupo Lomonosov                       | Rússia           |
| Grupo Meager                          | Canadá           |
| Grupo Milbanke Sound                  | Canadá           |
| Monti della Tolfa                     | Itália           |
| Complexo vulcânico do Monte Edziza    | Canadá           |
| Grupo vulcânico do Monte Raiden       | Japão            |
| Grupo vulcânico Nipesotsu-Maruyama    | Japão            |
| Grupo vulcânico Niseko                | Japão            |
| Grupo vulcânico Northern Yatsugatake  | Japão            |
| Grupo vulcânico Olkhovy               | Rússia           |
| Picos Pinacate                        | México           |
| Montanhas Pocdol                      | Filipinas        |
| Grupo vulcânico Puyuhuapi             | Chile            |
| Ilhas Rat                             | Estados Unidos   |
| Grupo vulcânico Shikaribetsu          | Japão            |
| Grupo Skukum                          | Canadá           |
| Grupo vulcânico do sul de Yatsugatake | Japão            |
| Grupo Spences Bridge                  | Canadá           |
| Grupo Takuan                          | Papua-Nova Guiné |
| Grupo vulcânico Tatun                 | Taiwan           |
| Grupo vulcânico Tokachi               | Japão            |
| Grupo vulcânico Tomuraushi            | Japão            |
| Ilha de Tristão da Cunha              | Reino Unido      |
| Vernadskii Ridge                      | Rússia           |
| Ilhas Vitu                            | Papua-Nova Guiné |
| Grupo Yasawa                          | Fiji             |